# Brloh, Český Krumlov
Brloh là một làng thuộc huyện Český Krumlov, vùng Jihočeský, Cộng hòa Séc.